# Diaphorodoris lirulatocauda
Diaphorodoris lirulatocauda is een slakkensoort uit de familie van de Onchidorididae. De wetenschappelijke naam van de soort is voor het eerst geldig gepubliceerd in 1985 door Millen.